# One Note Samba
Samba de Uma Nota Só oder One Note Samba ist ein Bossa-Nova-Song des brasilianischen Komponisten und Interpreten Antônio Carlos Jobim aus dem Jahr 1959. Der Text stammt von Newton Mendonça. Das Stück entwickelte sich auch zum Jazzstandard.

## Struktur des Songs
Der Titel bezieht sich auf die Melodie des Stückes, die zunächst nur auf einem einzigen Ton, der Quinte der Grundtonart, gespielt wird, während die Begleitakkorde wechseln. Das viertaktige Motiv wird wiederholt, daraufhin um eine Quarte erhöht und schließlich noch einmal in der ursprünglichen Fassung gespielt. Diese Sequenz bildet den A-Teil des Stücks. Der folgende B-Teil besteht aus einer kontrastierenden Melodie, die aus verschiedenen Intervallen zusammengesetzt ist.

## Wirkungsgeschichte
Das Stück zählt zu den bekanntesten Vertretern der Bossa-Nova und trug zu ihrem weltweiten Siegeszug bei. Es wurde von zahlreichen Interpreten gespielt und aufgenommen. Jobim selbst veröffentlichte es 1960 auf dem zusammen mit João Gilberto eingespielten Album O Amor, O Sorriso E A Flor. Weltweit bekannt wurde es durch die Interpretation von Stan Getz und Charlie Byrd auf ihrem gemeinsamen Album Jazz Samba von 1962, das 1963 einen Grammy erhielt. und für siebzig Wochen in den amerikanischen Charts blieb, davon einige Zeit auf dem Spitzenplatz. Als bekannteste Version mit englischem Text gilt die Version von Sérgio Mendes & Brazil 66 mit der Sängerin Lani Hall.

## Weitere Interpretationen
- Antônio Carlos Jobim – The Composer of Desafinado, Plays (1963)
- Eydie Gormé – Blame It on the Bossa Nova (1963)
- Frank Sinatra and Antonio Carlos Jobim – Sinatra & Company (1967)
- Ella Fitzgerald – Ella Abraça Jobim (1981)
- Ugly Duckling – Journey To Anywhere (als A Little Samba)

Das Stück wurde auch von Herbie Mann, Baden Powell, Laurindo Almeida, Astrud Gilberto, dem Modern Jazz Quartet, Michel Legrand, Al Jarreau, John Pizzarelli, Caterina Valente, Stereolab und sogar von Maurice André aufgenommen.